# 克尼亞扎克里尼齊亞 (文尼察州)
48°25′44″N 28°48′41″E / 48.42889°N 28.81139°E
克尼亞扎克里尼齊亞（烏克蘭語：Княжа Криниця），是烏克蘭的村落，位於該國西南部文尼察州，由圖利欽區負責管轄，始建於1663年，面積1.34平方公里，海拔高度233米，2001年人口360，人口密度每平方公里268.86人。